# Buczkó József
Buczkó József (Újfehértó, 1955. január 5. –) etnográfus, muzeológus, földrajz-rajz szakos tanár, a hajdúnánási Móricz Pál Városi Könyvtár és Helytörténeti Gyűjtemény nyugalmazott címzetes igazgatója, a Hajdú-Bihar megyei közgyűlésnek és Hajdúnánás képviselő-testületének tagja (2002-2018), a  Hajdúnánási Római Katolikus Egyházközség világi elnöke.

## Életrajz
1978-ban a nyíregyházi Bessenyei György Tanárképző Főiskola földrajz-rajz szakán szerzett diplomával a kezében Hajdúnánáson telepedett le. Pedagógusi hivatása mellett a kezdetektől meghatározó szerepet kapott életében a történet- és helytörténet kutatás, különösképpen pedig a hagyományos kultúra még meglévő elemeinek összegyűjtése, azaz maga a néprajz.
         1983-ban egy eredeti parasztházban Hajdúház elnevezéssel középparaszti házbelsőt és udvart és kovácsműhelyt rendeztek be, melyhez a tárgyakat helyi gyűjtés alapján sikerült előteremteni. Ettől az évtől – egy évtizeden át – a Városi Tanács művelődési osztályán, mint közművelődési főelőadó kapott megbízást. Feladata a közművelődési-kulturális élet összefogása volt, melynek keretén belül kitűnő lehetősége nyílt a szellemi és tárgyi hagyományvilág gyűjtésére, gyűjtetésére, egyszersmind a várostörténettel való foglalkozásra.
         E témakörben helytörténeti kiadványsorozat létrehozását kezdeményezte, Nánási Füzetek címmel. Több mint tíz éven át folyamatosan megjelentek számai, melyeket maga szerkesztett. Mindeközben sikerült reprintben megjelentetni a város első történetírójának (Barcsa Jánosnak) a művét is (Hajdú-Nánás város és a hajdúk története, Hnánás, 1900). Ebben az időben maga is komoly kutatómunkát folytatott, melynek eredményeként a város kultúrtörténetét érintően három könyve jelent meg, valamennyi a Kossuth Lajos Tudományegyetem kiadványsorozatában.
         1989-93 között végezte el a Kossuth Lajos Tudományegyetem néprajz szakát, mellyel egyetlen célja volt: szakmailag tökéletesebben megfelelni annak a feladatnak, melyet maga választott, és amely elé az élet állította.
         A szellemi hagyomány védelme egyetemlegesen ösztönözte a tárgyi világ értékes kövületeinek megmentésére is. A Hajdúház létrehozása, berendezése után a város szőlőskertjeiben sikerült a teljes enyészettől megmenteni, és teljesen felújítani – berendezni – három archaikus jegyeket őrző csőszházat, melyek az országban egyedülállóak, ebből következően országos műemléki védettséget is kaptak.
         Mindez 1990-ben történt, s közreműködésével már folytak azok a régészeti ásatások Hajdúnánás főterén, melynek eredményeként felszínre kerültek a XVI. századi erődfal maradványai. Ezeken felépült egy sarokbástya és egy-egy falszakasz, régóta hiányzó és méltó párjául a református templomnak. Munkája nagy nyilvánosság előtt való elismerése, hogy Ráday Mihály városvédő műsorában – Unokáink sem fogják látni… – 1992-ben bemutatta ezeket.
         A városban folyó kutatómunka eredményei alapján többször kapott lehetőséget a TV-ben, Rádióban való megszólalásra. Ezek közül a Magyar Rádió Kopogtató című adásait és az MTV kismesterségeket bemutató sorozatát említjük, melyben a nánási szalmafonásról és a kovácsmesterségről mutathattak be filmet. De többször adhatott tájékoztatást a város kultúráját népszerűsítő műsorokhoz is.
         1994 tavaszán Újfehértó város képviselő-testületének felkérésére vállalkozott szülővárosa múzeumának megszervezésére. A feladat, melynek elvégzésére igent mondott, óriási erőpróba, egyben szép szakmai kihívás elé állította, hiszen egy intézményt kellett minden tekintetben a nulláról felépíteni. 1994. március 1. és 1995. október 27-e között sikerült is a szakmai közélet megbecsülését és elismerését kiváltva létrehozni. Alig fél éven belül teljessé vált az állandó és időszaki kiállítások sora, s a múzeumszervező, – kiállítás rendező munka mellett – óriási plusz energiával – a megvalósulás útjára terelődhetett több kezdeményezés is, melyeknek legfőbb szándéka a hagyományteremtés, a településre vonatkozó kutatási eredmények népszerűsítése, jeles újfehértói személyiségek életútjának példaképül állítása volt.
         A múzeumban folyó kutatótevékenység szempontjából az első és egyben legfontosabb eredmény, hogy útjára indult az intézmény önálló kiadványsorozata, melynek nyolc száma jelent meg. Nagy örömére, szándékainak megfelelően, ezek a kötetek oktatási segédanyagul is szolgálnak a város oktatási intézményeiben. Évszázados adósság törlesztéseként, keresztény magyar államiságunk ezredik esztendejére elkészülhetett a település monográfiája, melynek szerkesztői teendőit végezte, s itt kapott helyet egy tanulmánya is a helység néprajzát érintő témában.
         Szakemberként a múzeumügyet a polgárosodás, illetve az ezzel együtt járó városiasodás elengedhetetlen eszközének tekintette. Éppen ezért az e téren rá háruló, vagy önként vállalt teendőket ennek jegyében is szervezte.
         Ezt a szellemiséget hozta vissza magával Hajdúnánásra is 2011. november 1-től, amikor a város képviselő-testületének megbízásából a könyvtár és helytörténeti múzeum vezetésére kapott megbízást, ahonnan 2019-ben vonult nyugdíjba.
         Kutató tevékenységét itt is tovább folytatta, melynek eredményeként újabb könyvei jelentek meg, valamennyi a város történeti múltját, illetve néprajzát illetően. Sikerült ismét tartalommal megtölteni az intézmény kiadványsorozatát, a Nánási Füzetek című helytörténeti kiadványt, melynek eddig 32 száma jelent meg.
         Ebben a sorozatban látott napvilágot 2011-ben az 1916. évi székely menekülésről szóló kötete, amely alapműnek számít. Megjelenésének évében indította útjára a Székely Menekültek Emléknapja elnevezésű eseménysorozatot a helyi római katolikus egyházközség, valamint Hajdúnánás város közreműködésével, melynek keretében minden esztendő szeptemberében (a menekülés és befogadás hónapjában) ünnepi szentmise keretében Székelyföldről meghívott papi méltóság mutat be szentmisét. Kezdeményezésére még 2011-ben megvalósult a templom kertjében a székely menekültek befogadására emlékeztető emlékmű, rajta az ide menekült Jakab Antal püspök úr, valamint Domokos Pál Péter nevével, és az itt elhalt menekülteknek emléket állító emlékkereszt, melyek a szentmisék végén a koszorúzási szertartások által részét képezik az ünnepi megemlékezéseknek.
         Az eddig végzett munkája országos, illetve megyei szakmai elismeréseként 1998-ban Podmaniczky-díjban, 2001-ben Szabolcs-Szatmár-Bereg Megye Közgyűlésének Emlékplakettje kitüntetésben részesült. 2003-ban vehette át az Újfehértó Városáért Díjat. 2016. július 30-án a székely menekülés és befogadás centenáriumi évében érte a megtiszteltetés, miszerint a Jakab Antal Keresztény Kör neki ítélte a Jakab Antal Emlékdíjat.  2019-ben vette át a Magyar Arany Érdemkereszt állami kitüntetést, 2021-ben a Hajdúnánás Városáért Díjat.

## Munkái
- A hajdúnánási szőlőskertek népi építkezése, KLTE Folklór és Etnográfia 69. Debrecen, 1992 (Nánási Füzetek 11.)
- Kovácsmesterség Hajdúnánáson, KLTE Folklór és Etnográfia 79. Debrecen, 1994 (Nánási Füzetek 13.)
- Pusztuló értékeink – Rajzok Hajdúnánásról, Ethnica, Debrecen, 1995
- Az utolsó huszárok Újfehértón, Újfehértó, 1996
- Újfehértó zsidósága, Újfehértó, 1998
- Újfehértóiak az 1848-49-es szabadságharcban, Újfehértó, 1998
- Képek a régi Újfehértóról, Újfehértó 1999., Újfehértó története (szerk.) Újfehértó, 2000
- Az újfehértói kaszinó története, Újfehértó, 2001
- A hajdúnánási római katolikus egyház története, Hajdúnánás, 2001
- Jeles személyiségek Újfehértó múltjából, Újfehértó, 2004
- Gúzsba kötött évtized 1946-1956, Újfehértó, 2006
- Akin átsugárzott az Evangélium ereje – Mikó József 1881-1959 hajdúnánási református igazgató-tanító emlékezete, Hajdúnánás, 2008
- Jöjjön haza Magyarországba… – A hajdúvárosokból indult mozgalom a Bocskai-korona visszaszerzéséért 1926, Debrecen, 2009
- Szállást adtunk hűséges magyar véreinknek – Székely menekültek Hajdúnánáson 1916-1918, Hajdúnánás, 2011 (Nánási Füzetek 19.)
- A hősök vére szenteli hazává a földet – A hajdúnánási Hősi Temető, a Hősi Emlékmű és a Hősök Ligetének története, Hajdúnánás, 2012 (Nánási Füzetek 20.)
- A hajdúnánási városháza, Hajdúnánás, 2014 (Nánási Füzetek 21.)
- Akiknek még sír sem jutott – Hajdúnánásiak a „málenkij robot” poklában (Buczkó József – Hadas Ferenc), Hajdúnánás, 2014 (Nánási Füzetek 22.)
- Napkeleti származásunk őrzői – A magyar szürke marha az élő emlékezetben és családi fotókon Hajdúnánáson, Hajdúnánás, 2014
- Észnek hódol az érc – Ekekovács- és műlakatos mesterek Hajdúnánáson, Hajdúnánás, 2016 (Nánási Füzetek 24.)
- Betekintő (szerkesztő) – Állandó kiállítások a hajdúnánási Móricz Pál Helytörténeti Gyűjteményben, Hajdúnánás, 2016 (Nánási Füzetek 25.)
- Nagymamáink receptjeiből – Ízek a régi Hajdúnánásról, Hajdúnánás, 2016 (Nánási Füzetek 26.)
- Bocskai Úr angyalkái (szerkesztő) – Nánási Testhalom monda a szakirodalomban (tanulmány), Hajdúnánás, 2017 (Nánási Füzetek 27.)